# NASCAR Euro Series
La NASCAR Euro Series (anteriormente conocida como Racecar Euro Series, Euro-Racecar NASCAR Touring Series y NASCAR Whelen Euro Series) es una serie oficial de carreras de stock cars de la NASCAR con sede en Europa. Es una de las cuatro series internacionales de la NASCAR, junto con la NASCAR Canadá Series, la NASCAR Mexico Series y la NASCAR Brasil Series, y es la única con sede en Europa.

## Historia
Las carreras NASCAR en EE. UU. utilizan "stock cars" con motor V8 y se centran principalmente en circuitos ovalados con curvas más o menos peraltadas, siendo Daytona International Speedway un ejemplo famoso. En Europa, existen algunos circuitos de prueba con peraltes altos, pero solo dos circuitos fueron utilizados por los CART Champ Cars: Rockingham Motor Speedway y EuroSpeedway Lausitz en 2001 y 2002. La ASCAR Racing Series introdujo las carreras de estilo NASCAR principalmente en el Reino Unido entre 2001 y 2008.
El piloto de rally francés Jérôme Galpin concibió la idea de una serie de carreras de stock car con base en Europa después de ver una carrera de NASCAR en 2002.  Su grupo familiar, Team FJ, lanzó la Racecar Euro Series en junio de 2008, y anunció que la primera temporada se llevaría a cabo el año siguiente como una serie sancionada por la FFSA. La primera temporada en 2009, se llevó a cabo en 7 pistas en toda Francia, con 16 autos participando en la carrera inaugural en Nogaro. La serie fue aprobada como una Serie Internacional por la Federación Internacional del Automóvil después de que la serie celebrara una carrera en Nürburgring en 2010. El calendario se amplió aún más en 2011, para incluir más carreras en Europa.
Galpin comenzó a hacer conexiones con NASCAR después de tener contacto con el director de Desarrollo Comercial Senior de NASCAR, Robert Duvall, en junio de 2009. NASCAR pronto se interesó en la serie, y más tarde en 2010, el entonces campeón de la Racecar Euro Series, Lucas Lasserre, fue invitado a participar en el Toyota All-Star Showdown.
A principios de 2012, el Equipo FJ firmó un acuerdo con NASCAR para sancionar la serie como parte del circuito NASCAR hasta 2020, aunque sigue registrada como una serie internacional de la FIA. Como parte del acuerdo, la serie cambió su nombre a Euro-Racecar NASCAR Touring Series.
Con el nuevo acuerdo con la NASCAR, la serie se convirtió en una serie oficial de carreras de la NASCAR en Europa. Se adoptaron las reglas y estándares de la NASCAR. El campeón fue invitado a la Gala de la Noche de Campeones de la NASCAR en el Salón de la Fama de la NASCAR en Charlotte, Carolina del Norte, junto con el resto de los campeones de las series regionales. El campeón de 2012, Ander Vilariño, fue el primero en asistir.
El 1 de julio de 2013, la serie pasó a llamarse NASCAR Whelen Euro Series después de que Whelen Engineering Company anunciara un acuerdo para convertirse en el patrocinador principal de la serie hasta 2018. Este acuerdo se extendió el 6 de diciembre de 2017, después de que NASCAR anunciara que Whelen Engineering continuaría siendo el patrocinador principal de la Euro Series y del NASCAR Whelen Modified Tour hasta 2024.
El 4 de octubre de 2019, la serie anunció que NASCAR y Team FJ continuarían trabajando juntos para operar la serie al menos hasta 2030. El 22 de octubre de 2019, la NASCAR Whelen Euro Series anunció que las clases cambiarían de nombre de Elite 1 y Elite 2 a EuroNASCAR PRO (ENPRO) y EuroNASCAR 2 (EN2) para la temporada 2020.